# Усман ибн Аби аль-Ула
Абу Саид Усман ибн Аби аль-Ула (араб. ابو سعید عثمان بن أَبِي العلا‎; также в кастильских источниках —  Дон Узмен; умер в 1330 году) — маринидский принц, возглавивший неудачное восстание с целью захвата престола, и после этого бежал в Гранадский эмират Насридов. Там он служил командиром (шейх аль-гузат) добровольцев веры Гранады и стал одним из самых важных политических деятелей Насридского эмирата.
Происходя из ветви династии Маринидов, он поступил на службу к Насридам при Мухаммеде III (1302—1309) после неудавшегося восстания против султана Абу Якуба Юсуфа в его родном Марокко. Он был назначен руководить Добровольцами Веры в городе Малага. Когда гранадский эмир Мухаммед III вступил в конфликт с Абу Якубом Юсуфом из-за Сеуты, Усман объединился с Гранадой, завоевал часть Марокко и объявил себя султаном. В конце концов, в 1309 году он потерпел поражение от нового монарха Абу аль-Раби Сулеймана, внука Абу Якуба, который стал султаном Марокко с 1308 года.
Затем он вернулся в Гранаду, помогая в освобождении Альмерии от осады арагонцами в 1309 году. Он и добровольцы под его командованием сыграли важную роль в свержении гранадского эмира Насра в пользу его племянника Исмаила I. При Исмаиле он был назначен главнокомандующим добровольцев (шейх аль-гузат) и в этой роли одержал решающую победу над кастильской армией в битве при Сьерра-Эльвире в 1319 году. Его власть продолжала расти, отталкивая других министров в эмирате, включая визиря Мухаммада ибн аль-Махрука. Борьба между Усманом и Ибн аль-Махруком переросла в гражданскую войну, которая закончилась убийством Ибн аль-Махрука по приказу эмира Мухаммеда IV и сохранением Усманом своей прежней власти. Он проиграл битву против Кастилии в битве при Тебе в 1330 году и умер в том же году в Малаге.

## Происхождение и первое вступление в службу Насридов

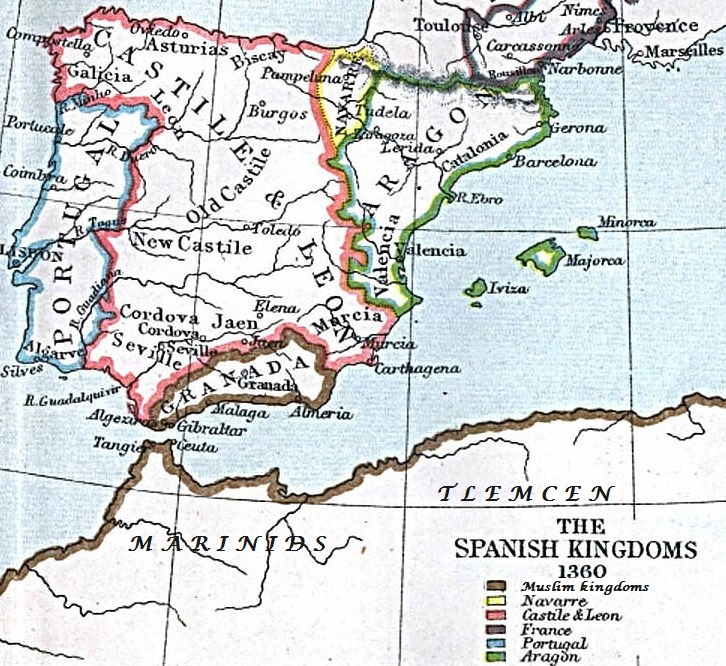
Гранада, Маринидский султанат в Марокко и христианские королевства Пиренейского полуострова в 14 веке.

Усман принадлежал к Бану Аби аль-Ула, семье, связанной с правящей Марокко берберской династией Маринидов, многие члены которой занимали посты губернаторов и административных чиновников. Тем не менее, во время правления маринидского султана Абу Якуба Юсуфа ан-Насра (1286—1307) несколько членов этой семьи подняли восстание против него. Как и два других клана, связанных с Маринидами и участвовавших в неудавшихся восстаниях, Бану Идрис и Бану Рахху, с 1286 года диссидентские члены Бану Аби аль-Ула начали находить убежище через Гибралтарский пролив в Гранадском эмирате, где они и их последователи получили привилегии и были зачислены эмирами Насридов в качестве «добровольцев веры» против посягательств христианских королевств Арагона и Кастилии.
Усман, который должен был стать самым выдающимся из этих повстанцев и, в конечном итоге, самым известным лидером «Добровольцев веры», покинул Северную Африку в 1302 году и поступил на службу к Насридам при эмире Мухаммеде III (1302—1309), который назначил его командиром отряда «Добровольцев веры» в Малаге.

## Восстание в Северном Марокко
В 1306 году Усман вернулся в Марокко, чтобы возглавить восстание против Абу Якуба, заявив, что Маринидский султанат принадлежит ему. При поддержке Насридов, взявших под свой контроль Сеуту в 1306 году, Усман захватил крепость Алудан, которая стала его опорным пунктом и базой операций. Воспользовавшись попыткой Абу Якуба захватить Тлемсен, Усман смог захватить города Асила и Лараш, победить армию маринидов под командованием сына Абу Якуба Абу Салима и распространить свое правление на также большая часть региона Гомара. В 1307 году Эль-Ксар-эль-Кебир признал его султаном.
После смерти Абу Якуба его преемник Абу Табит Амир (1307—1308) столкнулся с многочисленными восстаниями, но по-прежнему сосредоточил большую часть своих усилий против Усмана. Генерал аль-Хасан ибн Амир ибн Абдаллах Анайаб, сначала посланный против Усмана, не смог его подчинить, и в июне 1308 года мятежный принц разбил еще одну армию маринидов под командованием Абд аль-Хакка ибн Усмана ибн Мухаммеда и отбил Эль-Ксар-эль-Кебир. Эти неудачи вынудили Абу Табита лично выступить против Усмана: он штурмом захватил Алудан и город Домна, но его внезапная смерть в 1308 году нарушила его планы и дала Усману отсрочку.
Это был новый маринидский султан Абу ар-Раби Сулейман (1308—1310), которому в 1309 году удалось победить Усмана при Аладане и вынудить его покинуть Северную Африку и искать убежища в эмирате Насридов.

## Возвращение на службу к Насридам

Карта Гранадского эмирата Насридов 1306 года

Сразу же по прибытии в Гранаду Усману было приказано оказать помощь портовому городу Альмерия, осажденному королем Арагона Хайме II. Во время осады он отличился не только победами в столкновениях с христианами, но и своим дипломатическим искусством в переговорах, завершивших осаду.

### Свержение Насра и поражение кастильцев
В 1314 году, будучи командующим североафриканским гарнизоном в Малаге, он сыграл решающую роль в свержении гранадского эмира Насра (1309—1314), поскольку именно обещание поддержки со стороны его войск дало решающий импульс заговору возвести Исмаила I (1314—1325) на трон Насридов. По неизвестным причинам Наср становился все более непопулярным и был свергнут 8 февраля 1314 года, но ему было разрешено уйти в отставку в Гуадикс в качестве его губернатора. Хотя поддержка Усмана имела решающее значение для восшествия на престол Исмаила I, не все североафриканские войска последовали за ним: принцы из клана зената, Абд аль-Хакк ибн Усман и Хамму ибн Абд аль-Хакк ибн Рахху, и их люди остались верны Насру и последовали за ним в Гуадикс.
Наср не смирился со своей судьбой и планировал вернуть себе трон с помощью Кастилии, вассалом которой он был с 1310 года. Действительно, в 1316 году, когда новый эмир Исмаил осадил Гуадикс, кастильская армия помощи вторглась на территорию Гранады и двинулась по городу. Усман столкнулся с ними в Вади-Фортуна, недалеко от Аликуна. Подробности битвы противоречивы, но, вероятно, в ней, хотя и с небольшим перевесом, победили кастильцы, которые таким образом закрепились недалеко от Гранады.
Власть и престиж Усмана в Гранаде постоянно росли, и он смог закрепить за собой положение шейха аль-гузата (главнокомандующего «Добровольцами веры»), оттеснив на обочину потенциальных соперников, таких как его прялочные родственники, Бану Рахху из клана ибн Абдаллаха, который был сослан в Тунис. Таков был его авторитет, что, когда Гранада обратилась за помощью к Маринидам в 1319 году против полномасштабной кастильской попытки захватить город, султан Абу Саид Усман II (1310—1331), опасаясь Усмана, потребовал, чтобы предварительное условие, чтобы он был передан Фесу и содержался в тюрьме. Предложение было отклонено, и Усман привел войска Насридов численностью 5000 человек к крупной победе над кастильской армией численностью 7000 человек в битве при Сьерра-Эльвире 26 июня 1319 года, в результате которой погибли кастильские командиры, инфанты Педро и Хуан Кастильские. После этого 18 июня 1320 года между Гранадой и Кастилией был подписан восьмилетний мир, а политическая борьба, вспыхнувшая среди кастильской знати, еще больше обезопасила Гранаду с этого направления. Усман прославился в войнах против христиан, совершив, как сообщается, в общей сложности 732 рейда на христианскую территорию . В 1325 году войска Усмана захватили город Руте.

### Убийство Исмаила I и гражданская война против Ибн аль-Махрука

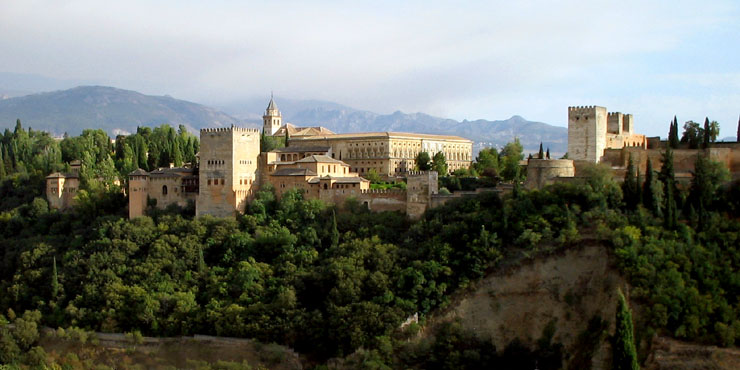
Вид на Альгамбру сегодня

9 июля 1325 года был убит гранадский эмир Исмаил I, и источники единодушно обвиняют Усмана в организации этого события. Исмаилу наследовал Мухаммед IV (1325—1333), но, поскольку он был несовершеннолетним, он был помещен под опеку старшего министра. Первоначально это был визирь его отца, Абу’л-Хасан ибн Масуд, но он вскоре умер — от ран, полученных при попытке защитить Исмаила, — и был заменен Мухаммадом ибн аль-Махруком, назначенным Усманом .
Таким образом, Усман стал доминирующей фигурой при дворе: получив полный контроль не только над Добровольцами Веры, но и над армией в качестве ее эффективного главнокомандующего, он теперь также принял бразды правления. Вскоре, однако, его деспотическое поведение оттолкнуло других министров, поскольку он лишил их власти и присвоил государственные средства почти исключительно для оплаты добровольцев. Это заставило Ибн аль-Махрука опасаться, что честолюбивый Усман планировал переворот, чтобы захватить власть для себя, и между ними возникло открытое соперничество, которое достигло апогея в декабре 1326 года: войска Усмана заняли город и вынудили Ибн аль-Махрука и его последователей ограничиться Альгамброй, в то время как Ибн аль-Махрук искал конкурирующего кандидата, чтобы оспорить контроль Усмана над североафриканскими войсками. Это было обнаружено в лице Яхьи ибн Умара ибн Рахху, зятя Усмана и члена клана Бану Рахху, которого Усман ранее сослал в Тунис. Яхья был назначен шейхом аль-гузатом, возглавив североафриканские войска, чтобы покинуть Усмана, который остался только с последователями его собственной семьи.
Столкнувшись с таким резким поворотом судьбы, Усман предпочел скрыть свои намерения, притворившись, что собирается искать убежища в Северной Африке. Он даже написал султану Маринидов Абу Саиду Усману с просьбой о помиловании и разрешении вернуться в Марокко. Во главе тысячной кавалерии он двинулся к Альмерии, якобы для того, чтобы отплыть в Марокко. Прибыв в город 13 января 1327 года, он пригласил дядю Мухаммеда IV, Абу Абдаллаха Мухаммада ибн Аби Саида, которого он провозгласил султаном в конце месяца, с лакабом (царственным именем) ал- Каим би-амр Аллах («Тот, кто выполняет приказы Бога»). 4 апреля он добился подчинения крепости Андаракс, который он превратил в свою цитадель для борьбы против Ибн аль-Махрука и Ибн Рахху. Окрестности вскоре также признали его власть.
В последовавшей за этим гражданской войне Усман, не колеблясь, вступил в контакт с кастильцами для создания общего фронта против Гранады. ] Король Кастилии Альфонсо XI быстро перешел к получению прибыли от разделения в гранадском государстве, вторгшись в его западные провинции, а некоторые мусульманские источники даже сообщают, что один из сыновей Усмана руководил королем Альфонсо во время его вторжения в провинцию Ронда и захвата из Ольверы в июне 1327 года. Насриды, оказавшиеся в затруднительном положении, были вынуждены сдать Ронду и Марбелью, а в следующем году и Альхесирас, Маринидам в обмен на войска. Потери, нанесенные гражданской войной, вынудили Мухаммеда IV действовать: в июле/ августе 1328 года Мухаммед IV осуществил примирение с Усманом, поселившимся в Гуадиксе, а 6 ноября 1328 года домашние рабы Мухаммеда IV убили Ибн Махрука. Самозванец Абу Абдаллах был отправлен в Северную Африку, а Усман вернулся на свою должность в качестве шейха аль-гузат. Гражданская война закончилась тем, что Усман прочно закрепился на прежней позиции.

### Последние годы и карьера сыновей Усмана
В 1330 году Усман потерпел тяжелое поражение от кастильского короля Альфонсо XI в битве при Тебе. Он умер вскоре после этого, в том же году, в Малаге. Его сын Абу Табит Амир сменил его на посту шейха аль-гузата. Противодействие Амира политике, проводимой Мухаммедом IV, привело к убийству последнего в 1333 году и последующему изгнанию Бану Абил-Ула обратно в Северную Африку преемником Мухаммеда IV Юсуфом I (1333—1354). Другой сын Усмана, Сулейман, сражался на стороне Альфонсо XI в битве при Рио-Саладо в 1340 году. Другой его сын, Идрис, также поступил на службу к Насридам после того, как возглавил неудавшийся переворот с целью захвата власти в Фесе в 1357 году, и, в свою очередь, стал шейхом аль-гузатом в 1359—1362 годах.